# Melanichneumon limbifrons
Melanichneumon limbifrons är en stekelart som först beskrevs av Cresson 1864.  Melanichneumon limbifrons ingår i släktet Melanichneumon och familjen brokparasitsteklar. Inga underarter finns listade i Catalogue of Life.